# مازاتچو
مازاتچو (به ایتالیایی: Masaccio) ‏(۲۱ دسامبر ۱۴۰۱ – پائیز ۱۴۲۸) یکی از نقاشان اهل ایتالیا بود وی را به عنوان بزرگترین نقاش دوره کواتروچنتو در دوران رنسانس ایتالیایی می‌دانند. بر اساس گفته‌های جورجو وازاری به خاطر توانایی و تخصصش در ترسیم شخصیت‌های زنده مانند تصویرهای سه‌بعدی مازاتچو بهترین نقاش دوران خودش بود. مازاتچو در سن ۲۶ سالگی درگذشت و اطلاعات دقیقی در مورد علت مرگ وی وجود ندارد.

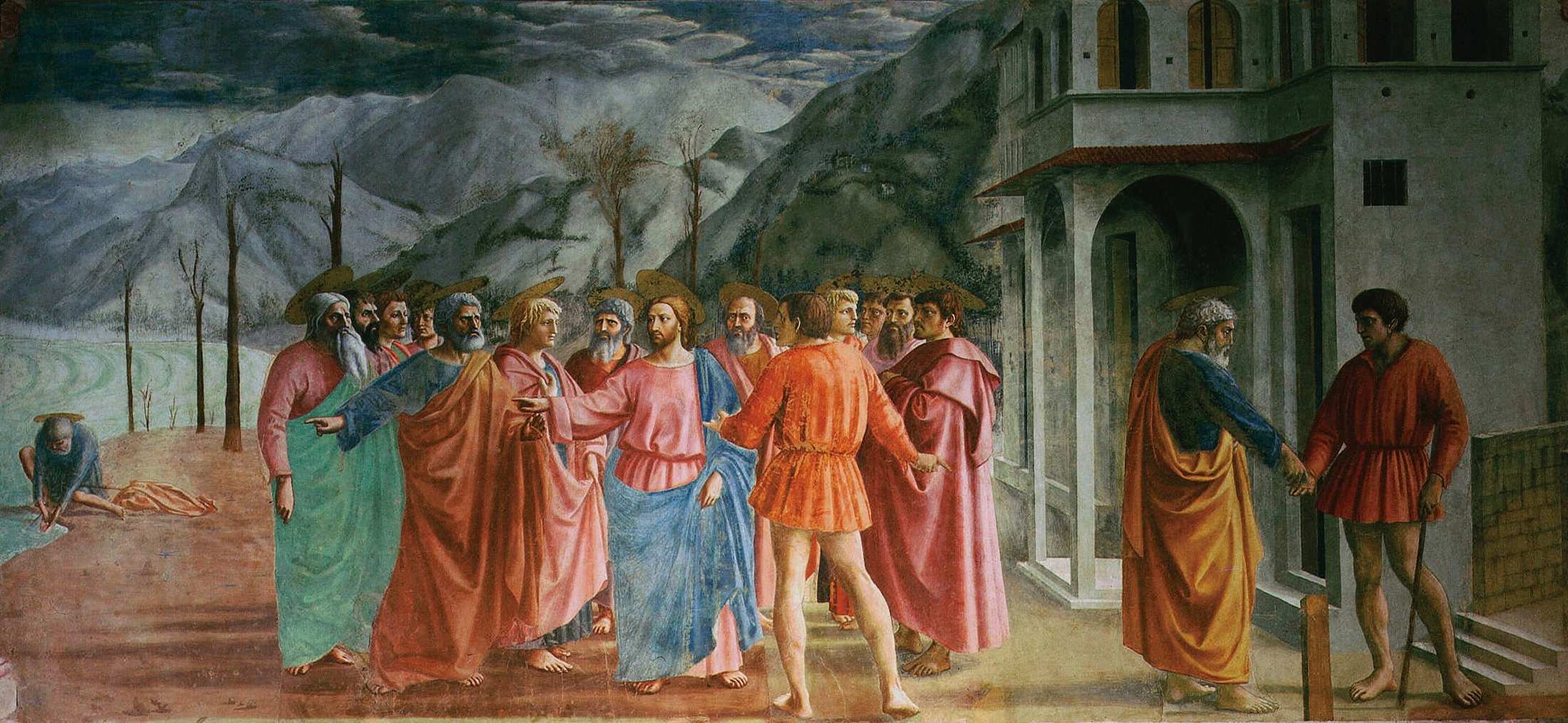
دیوار نگاره‌ای در نمازخانه برانکاچی از ماجرای پیدا کردن سکه در دهان ماهی، اثر مازاتچو.

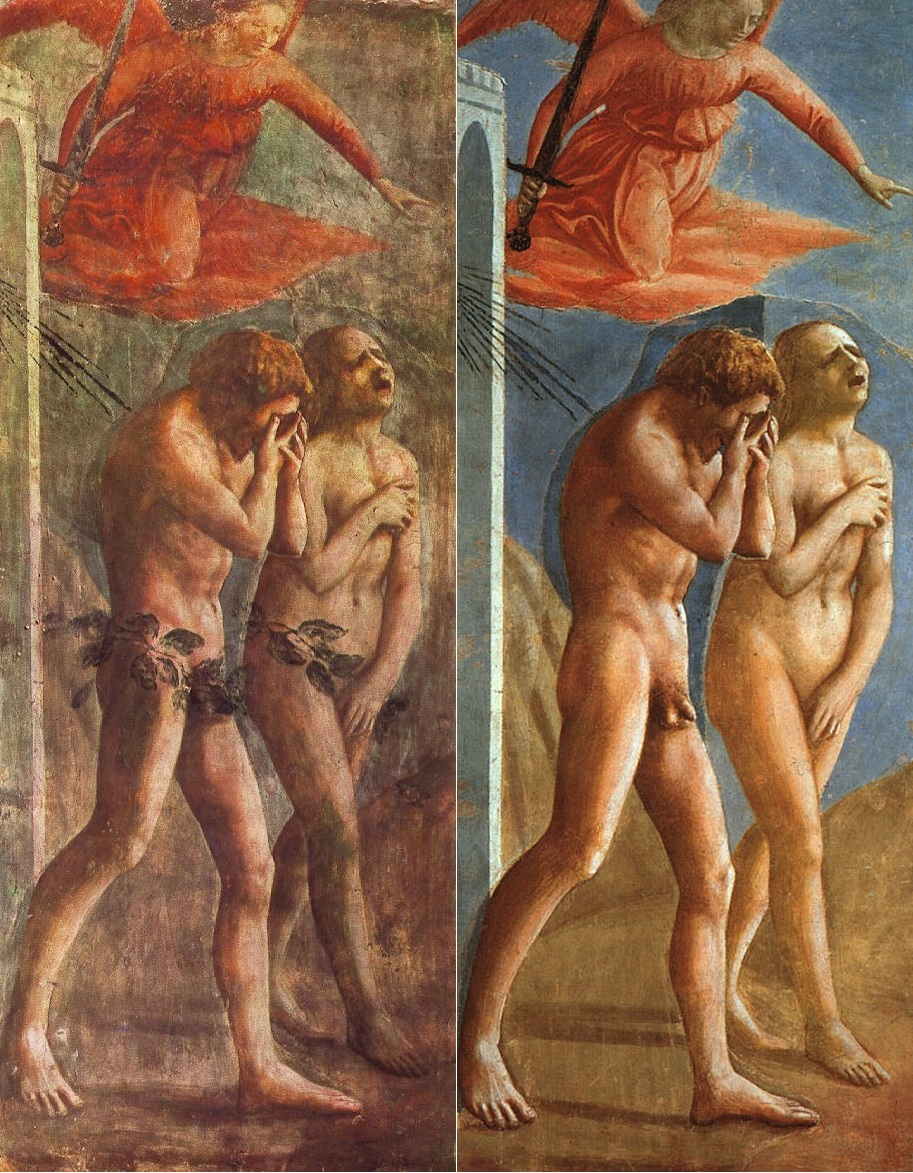
دو نگاره پیوسته از پیش و پس از مرمت تابلوی رانده‌شدن از باغ عدن اثر مازاتچو. اثر در سال ۱۴۲۵ میلادی، در فلورانس کشیده‌شد و ماجرای هبوط آدم و حوا از باغ عدن را بر اساس فصل سوم از سفر پیدایش -با تفاوت‌هایی جزئی- به تصویر می‌کشد.